# FK Masallı
FK Masallı is een in 1992 als Vilyasj Masalli opgerichte voetbalclub uit Masallı.
De club was in 1992 medeoprichter van de Azerbeidzjaanse hoogste klasse nadat het land onafhankelijk werd. Na acht seizoenen in de middenmoot werd de club in 2000 vierde en in 2001 derde, en mocht beide jaren deelnemen in de UEFA Intertoto Cup, waarin het vier verloren wedstrijden speelde. Het volgende seizoen, 2001/02, was de club niet meer van de partij op het hoogste niveau.
Als FK Masallı keerde de club voor het seizoen 2007/08 terug in de Yuksak Dasta, waar het als tiende eindigde. De club trok zich voor de competitie van 2008/09 terug.

## Competitie resultaten Yuksak Dasta
1992 - 7e
1993 - 6e (B-groep)
1993/94 - 6e
1994/95 - 6e
1995/96 - 8e
1996/97 - 10e
1997/98 - 8e
1998/99 - 8e
1999/00 - 4e
2000/01 - 3e
2007/08 - 10e

## Masallı in Europa
- R = ronde
- PUC = punten UEFA coëfficiënten

| Seizoen | Competitie    | Ronde | Land             | Club           | Uitslagen | PUC |
| ------- | ------------- | ----- | ---------------- | -------------- | --------- | --- |
| 2000    | Intertoto Cup | 1R    | Vlag van Polen   | Zagłębie Lubin | 0-4, 1-3  | 0.0 |
| 2001    | Intertoto Cup | 1R    | Vlag van IJsland | UMF Grindavík  | 0-1, 1-2  | 0.0 |

Totaal aantal punten voor UEFA coëfficiënten: 0.0